# Bạch tật lê
Bạch tật lê hay còn gọi tật lê, quỷ kiến sầu nhỏ, gai ma vương (danh pháp hai phần: Tribulus terrestris) là loài thực vật có hoa thuộc họ Tật lê (Zygophyllaceae), bản địa của vùng nhiệt đới và vùng ấm thuộc Cựu Thế giới gồm Nam Âu, Nam Á, châu Phi và Úc.

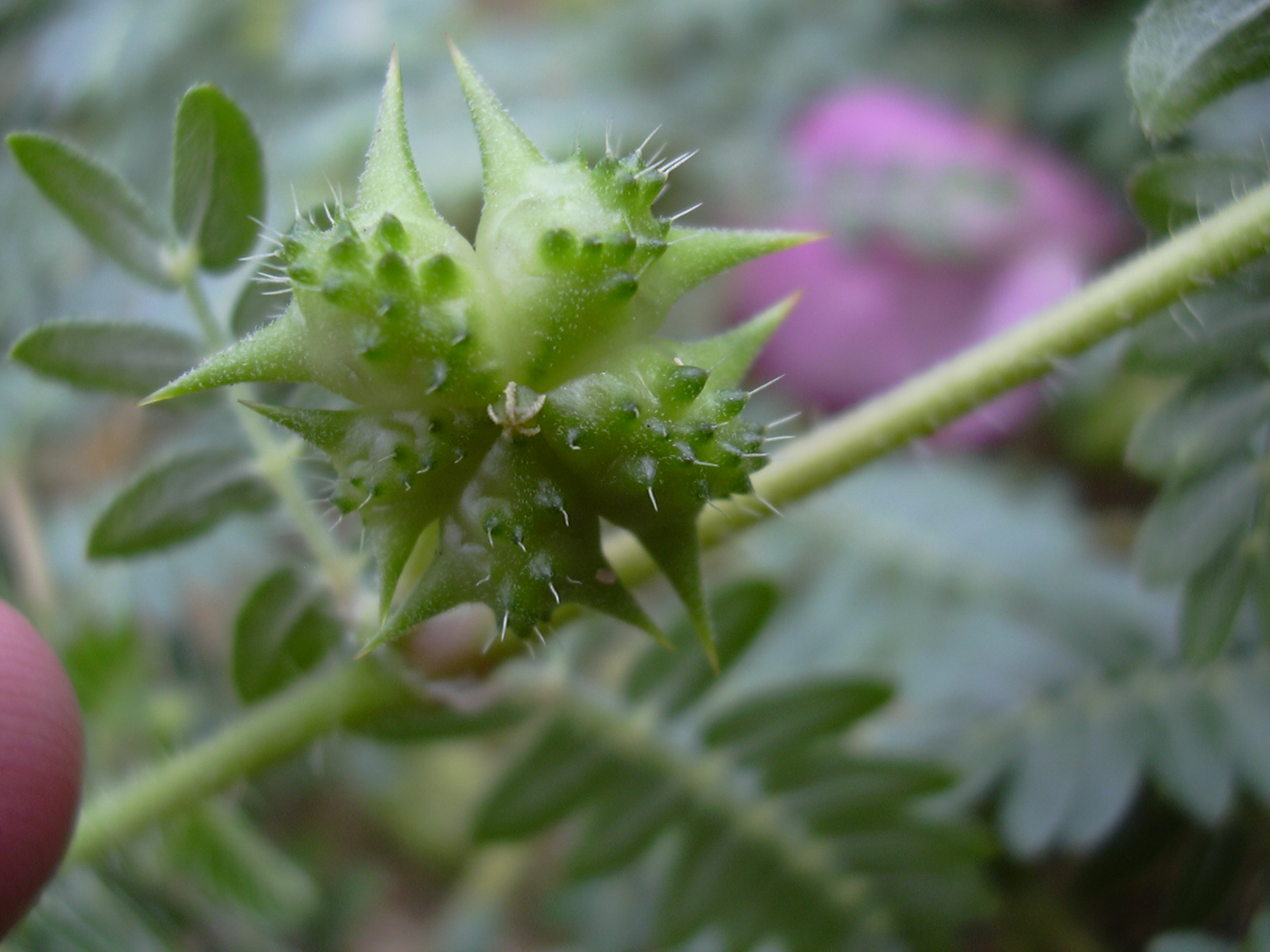
Quả bạch tật dê

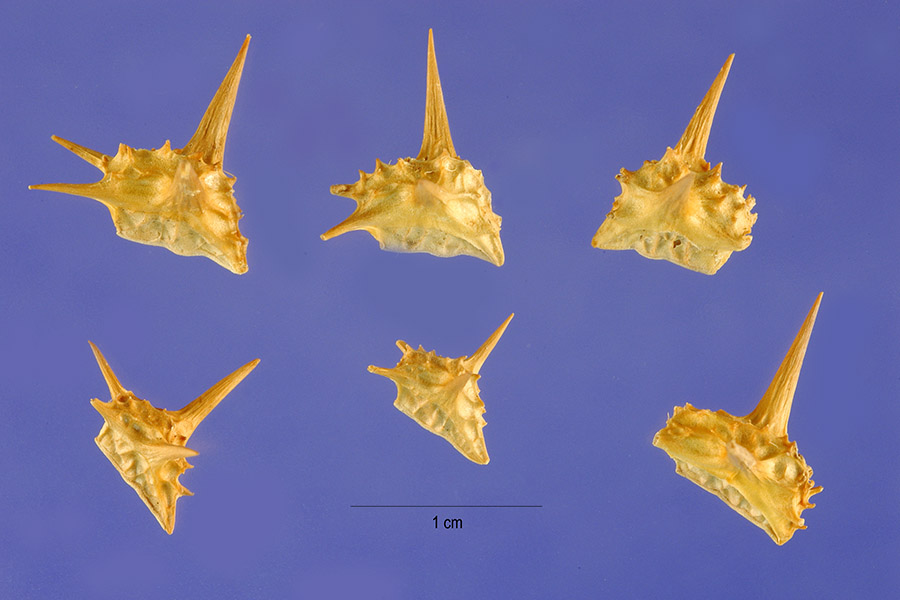
Gai từ quả cây bạch tật dê

### Dược liệu
Trong đông y, quả cây tật lê có thể trị nhức đầu, chóng mặt, ngực sườn đau trướng, tắc sữa, viêm (nhọt) vú, đau mắt đỏ kéo màng mắt, phong chẩn, ngứa.
Hoạt chất có trong cây là protodioscin (PTN), dẫn xuất của DHEA. 

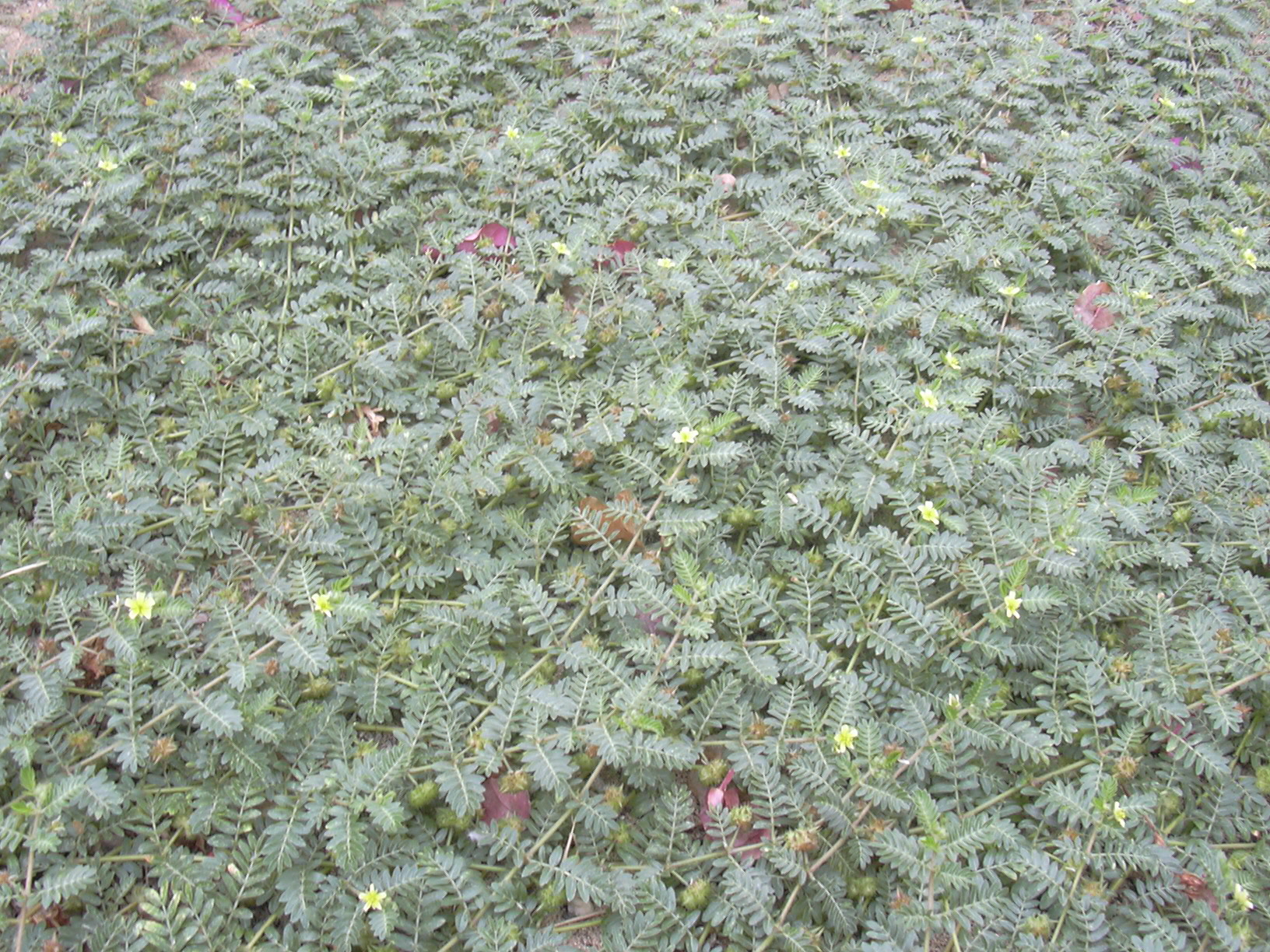
Vùng mọc dại điển hình của Tribulus terrestris

## Hình ảnh

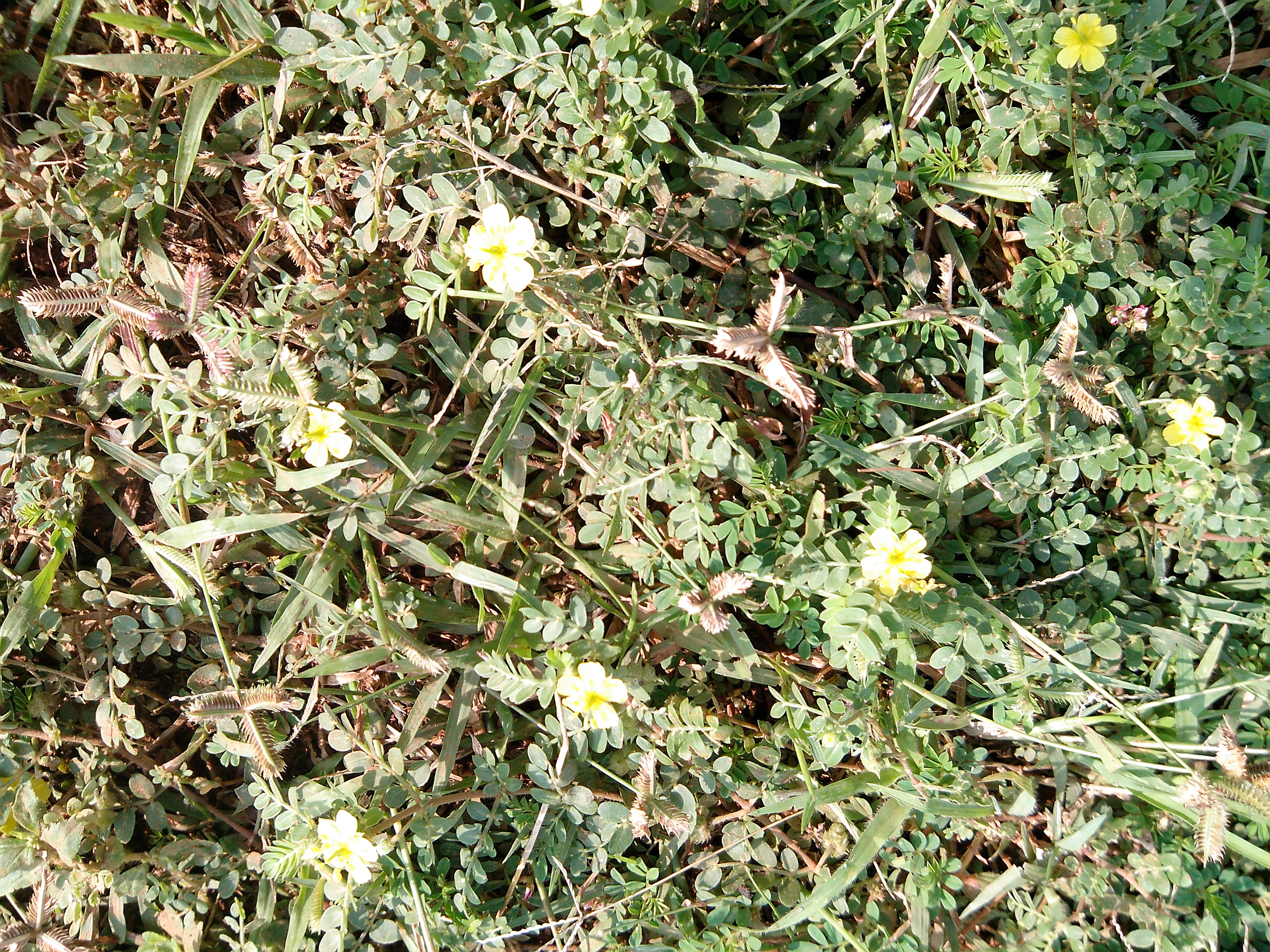
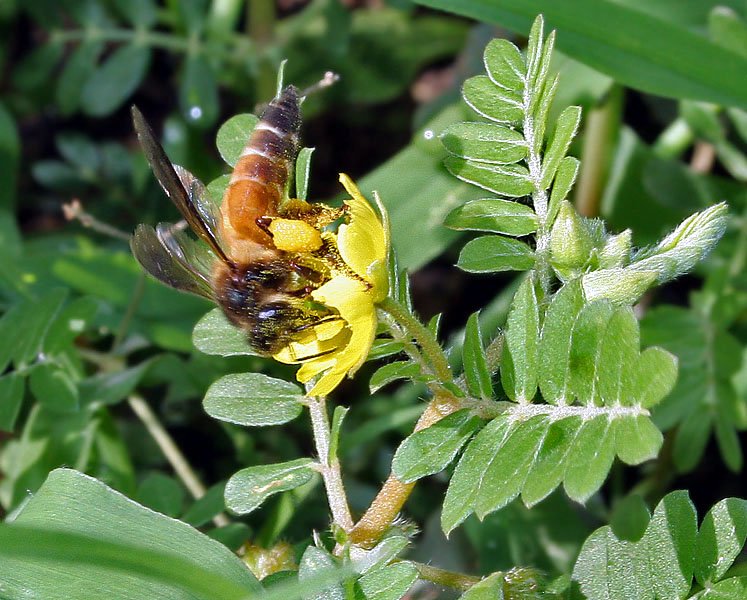
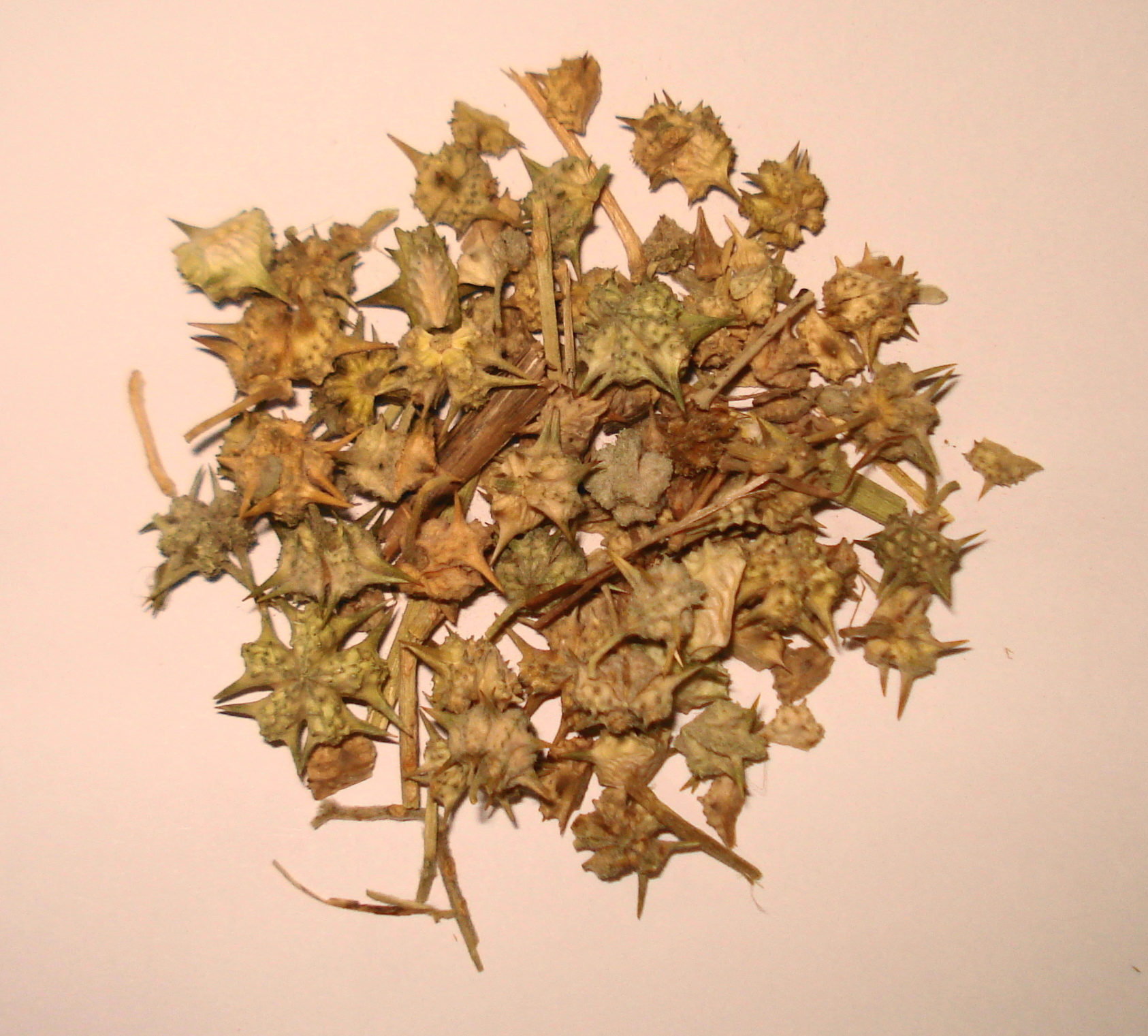
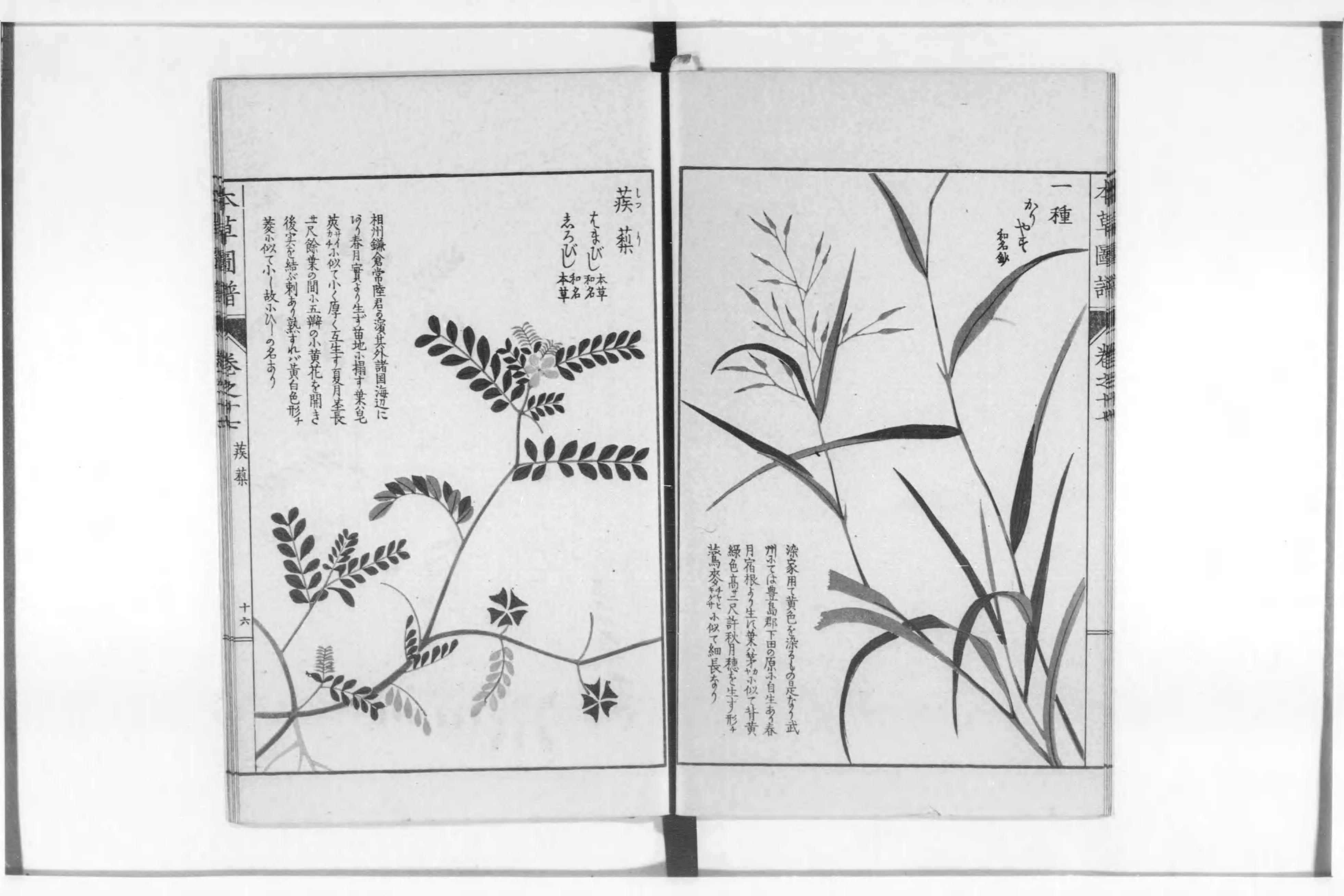
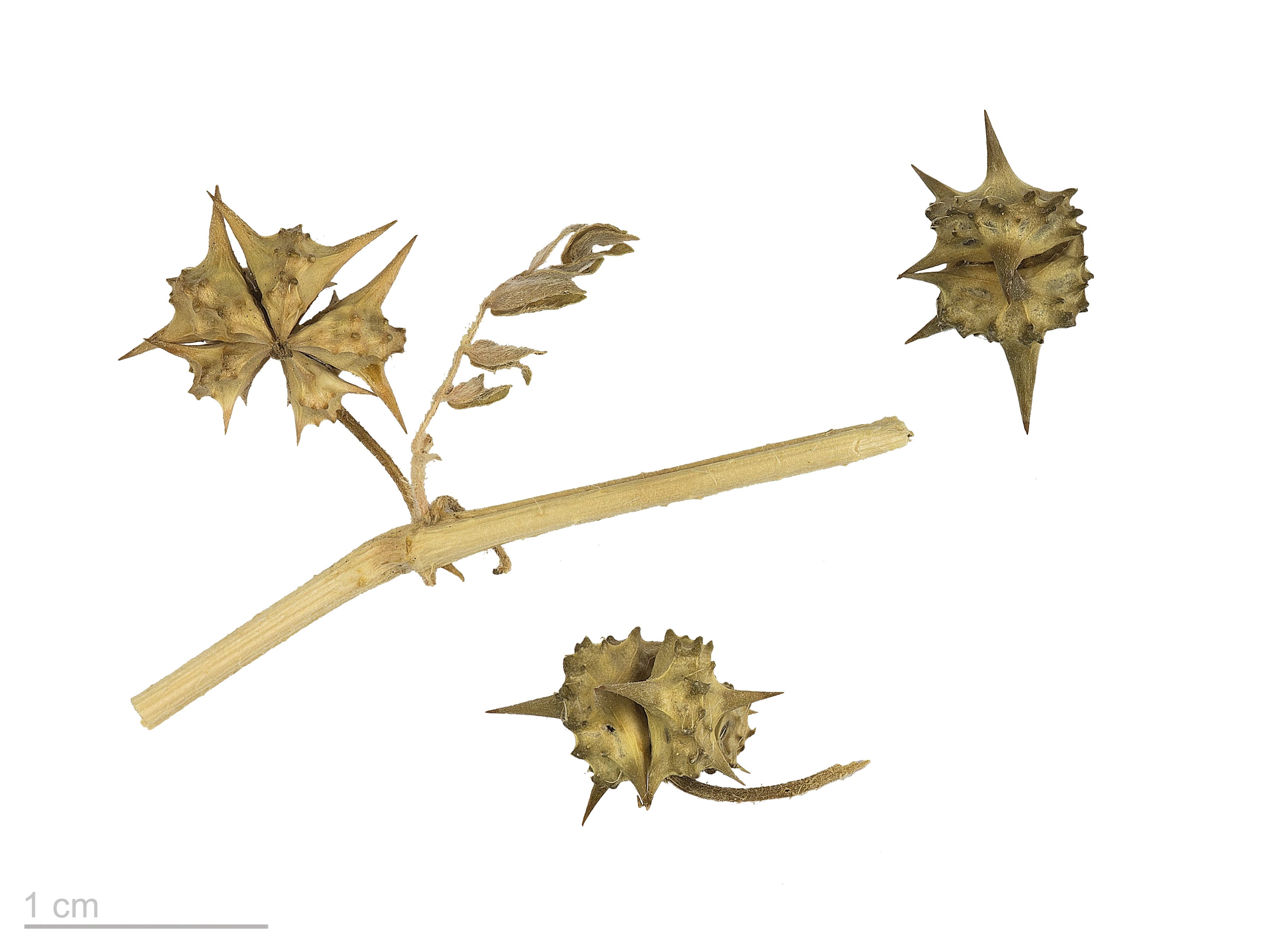
Tribulus terrestris